# リング・リング・リング
『リング・リング･リング』は、つかこうへいによる戯曲。『リング・リング・リング 女子プロレス純情物語』（リング・リング・リング じょしプロレスじゅんじょうものがたり）と題し1991年11月1日に白水社より刊行、同年11月10日にPARCO劇場にてつかの作・演出により初演された。女子プロレスを題材に、幼子を抱えつつチャンピオンを目指す女子プロレスラーの姿を描く。
1993年2月につか自身により小説化され、同年5月に『リング・リング・リング 涙のチャンピオンベルト』のタイトルで映画化された。

## 概要
女子プロレスを題材にした、舞台演劇。女子プロレスラーが愛とチャンピオンを目指す狭間に苦しむ姿を描く。1993年の映画版では、プロレスで使われる会場を借りて、観客はプロレスファンを入れ、公開撮影の形で全国数か所を縦断した。
この映画で主演した長与千種は収録中に多くのファンから支持を受け、「まだ動ける」「まだ自分はやれる」と思い、当時考えられなかったプロレスへの復帰を果たした。これによって次々とプロレスラーの復帰が起こる契機になった。

## 解説
つかこうへいが、長与千種を『熱海殺人事件』（1990年・1991年）に起用したことがきっかけとなり、長与にぞっこん惚れ込んだつかが長与千種の為に書き下ろしたオリジナル作品である。つかは後にこの作品の誕生の秘話として「『リング・リング・リング』は『蒲田行進曲』 の続きで書いたんだ。あの階段落ちのあとに子供を亡くすという辛いシーンを預けられるのは長与千種しかいないと思った。」と語っている。
また、小説版・舞台版（1991年初演）と映画版（1993年公開）では結末が異なる。これはつか自身の希望であり、映画化の際に理由として「結末が余りにも重く辛すぎるのでそれを映像にするのは心が痛んで出来なかった。」と語っている。
本作品に登場する主人公の名前が実在する同姓同名であったり、出身地や幼児時代や容姿など細部に渡り長与千種本人をイメージさせる背景が多々あるが、あくまでもつかが書き下ろしたフィクションであり、リアル長与千種がフィクション長与千種を演じている。
舞台版の1991年初演公演の演出には2パターンが存在する。
千種の娘が亡くなる場面で、千種と万作のラブシーン（中村雅俊の「恋人も濡れる街角」を使用）があるが、
千秋楽では「つか流」のウエットに富んだ全キャスト紹介とダンスシーンに変更され、浜田省吾の「路地裏の少年」が使用された。

## あらすじ
千種は自分をレイプした義父をプロレス技で殺してしまう。女子プロレスのコーチである万作は千種の天才的な素質を見抜き「女子プロレスを変える子だ」と千種をレスラーにすべく身代わりとなって服役する。
華々しく女子プロレスでデビューすることを夢見て上京する千種。千種に想いを寄せる幼なじみの刑事・亀田もまた真犯人は千種ではないかと疑い、あとを追うように上京する。
4年の刑期を終え出所した万作は驚愕する。千種が万作に会えない淋しさからレフリーとなった元・弁護士の若原と結婚、彼の子供を妊娠し出産していたのだ。病弱な娘をロクに看病もせずプロレス漬けの日々を送る千種。
そしてタイトルマッチの決戦の日、ひとつの小さな命が消えた。「お前は死んだあの子の位牌を持ってリングに上がれるのか？！」激しく問い詰める若原を背に千種は女子プロレスラーでありたいとリングに向かう。

## 舞台
長与千種スペシャル「リング・リング・リング～女子プロレス純情物語～」
- 1991年11月10日(日) - 1991年12月12日(木)にPARCO劇場で上演。
- 作・演出：つかこうへい
- 主演：長与千種（長与千種）
- 出演：春田純一、木下浩之、山本亨、羽原大介、岡村俊一、森永奈緒美、他。
- 初演公演はパルコ劇場始まって以来の入場者数を記録する大ヒットとなった。
- キャッチコピーは「お前は死んだあの子の位牌を持ってリングに上がれるのか」

長与千種スペシャル「リング・リング・リング～女子プロレス純情物語～」
- 1992年2月4日(木) - 1992年2月9日(日)に近鉄小劇場で上演。
- 作・演出：つかこうへい
- 主演：長与千種（長与千種）
- 出演：春田純一、木下浩之、山本亨、羽原大介、岡村俊一、森永奈緒美、他。

「リング・リング・リング～女子プロレス純情物語～」
- 2000年8月5日～6日・イカロスの森で上演。
- 演出：髭の子チョビン（劇団鹿殺し）
- 出演：菜月チョビ、丸尾丸一郎　他。

つかこうへい追悼企画参加作品「リング・リング・リング～女子プロレス純情物語～」
- 2011年6月10日～12日・一心寺シアター倶楽で上演。
- 演出：虎本剛
- 主演：小野愛寿香（長与千種役）
- 出演：谷屋俊輔、石神禿、アミジロウ、石井テル子、西村陽子、南由希恵、とみずみほ　他。

「リング・リング・リング～女子プロレス純情物語～」
- 2012年7月15日～29日・Ｇフォーススタジオアトリエで上演。
- 演出：後藤宏行
- 主演：旧姓・広田さくら（長与千種役）
- 出演：川瀬忠行、松田かほり、柾木ユウヒロ、長峯えりこ、寿々翠、小松原里美、西野花音　他。

「リング・リング・リング～女子プロレス純情物語～」
- 2015年9月27日～10月4日・Ｇフォーススタジオアトリエで上演。
- 演出：後藤宏行
- 主演：針生あす華（長与千種役）
- 出演：松本一平、岡山直樹、田口鳩子、小野やぴ子、島崎紫織、佐武未希子、阿部愛美　他。

つかこうへい 七回忌追悼特別公演「リング・リング・リング 2016」
- 2016年6月23日～30日・全労済ホール・スペースゼロで上演。
- 脚色・演出：秦建日子。
- 主演：キンタロー。（千種役）
- 出演：芹那、小柳心、八神蓮、馬場ふみか、髙﨑俊吾、平山佳延、滝佳保子、神木優、上杉輝、meg、

　　　　 金魚わかな、尾花貴絵、河嶋まいこ、小山梨奈、佐々木千夏、田中千晶、梨木まい、橋本彩花、はるはる、丸岡真由子
- アイスリボン（現役女子プロレスラー）藤本つかさ、雪妃真矢、優華、つくし
- プロレスリングWAVE（現役女子プロレスラー）夏すみれ、大畠美咲、飯田美花、長浜浩江

## 書誌情報
- 「リング・リング・リング 女子プロレス純情物語」（戯曲） 白水社 1991年11月7日
  - ISBN 4-560-03363-3
- リング・リング・リング （2010年7月29日、トレンドシェア、ISBN 978-4-905090-16-8）

## 小説
『リング・リング・リング 女子プロレス純情物語』と題し1993年2月26日に角川書店より刊行、同年5月に映画化された。1996年3月25日に角川文庫より文庫化されている。

### あらすじ（小説）
女子プロレスのコーチである水島はある少女の引き起こした傷害事件の身代わりを決意する。自分が実刑を喰らっても守りたい少女、それが長与千種だったのだ。水島は千種が100年にひとりの逸材だと見抜いていた。
水島が身代わりになることで少年院を出ることになった千種だが、貧乏だった家の借金の肩代わりに少年院の所長である青木と強制的に結婚させられてしまう。
程なくして女子プロレスデビュー後、瞬く間にスターとなる千種であったが青木の子供を身ごもり看板スターであるゆえ妊娠7ヶ月まで試合をしなければならなかった。しかし、早産で生まれてきた娘のあゆみは体が弱くわずか3歳で亡くなってしまう。娘を亡くした怒りから千種へ執拗な暴力と罵倒を繰り返す青木。気が触れた千種は自殺をはかろうとするが、娘が亡くなる間際に口にしていた母・千種への言葉の真実を知り自分がいるべき場所はリングであることに気付く。

### 書誌情報（小説）
- 「リング・リング・リング 女子プロレス純情物語」（小説）
  - 角川書店 1993年2月 ISBN 4-04-872737-0
  - 角川文庫 1996年3月25日 ISBN 4-04-142241-8
- 「リング・リング・リング 女子プロレス純情物語」（単行本）角川書店 1993年2月
  - ISBN 4048727370
  - ISBN 978-4048727372
- リング・リング・リング （2010年7月29日、トレンドシェア、ISBN 978-4-905090-16-8）

## 映画版
『リング・リング・リング 涙のチャンピオンベルト』（リング・リング・リング なみだのチャンピオンベルト）と題して1993年5月8日に公開された。

### あらすじ（映画版）
九州のとある町で平凡な新婚生活を送っていた千種は、幼い頃に当時のスターレスラー『デビル奈緒美』のマイクアピールが忘れられずにいた。ある日、地方巡業で女子プロレスが来た。千種の才能を聞いていた水島が訪ねると千種が義父にレイプされている所だった。千種を助けようとした水島は騒ぎをきいて駆け付けた警察と乱闘を起こし暴力事件で逮捕されてしまう。
水島の「お前が女子プロレスを変えるんだ」という言葉に、千種は女子プロレスの思いを再燃させ、家族の制止を振り切り上京する。
しかし、数年後、出所した水島が目にしたのは出産し母親となっていた千種の姿だった。

### キャスト（映画版）
- 長与千種 - 長与千種
- デビル奈緒美 - 島田陽子
- 水島歩一 - 渡瀬恒彦
- 亀田 - 阿部寛
- 義父 - 室田日出男
- 義母 - 山口美也子
- 大介 - 山崎銀之丞
- 進 - 鈴木鉄馬
- 和代 - 藤井かほり
- 木村涼子 - 立石涼子
- タイガー - 吉田美江

### スタッフ（映画）
- 監督：工藤栄一
- 原作・脚本：つかこうへい（角川書店刊）
- 協力：全日本女子プロレス興業
- 撮影：仙元誠三、藤澤順一
- 音楽：大谷和夫
- 音楽プロデューサー：高桑忠男
- 主題歌：杏子「禁欲主義」
- 美術：今村力
- 編集：只野信也
- 録音：柿沼紀彦
- スチール：西本敦夫
- 助監督：隅田靖
- 照明：渡辺三雄
- 製作者：久保忠佳、山科誠、佐野大祐
- プロデューサー：鵜之沢伸、川城和実、姉川佳弘、松浦茂樹、佐野大祐、清水一夫
- 製作：バンダイビジュアル、ギャンビット

### 関連書籍
- つかこうへい 長与千種「リング・リング・リング 涙のチャンピオンベルト」（フォトシナリオ）白水社  1993年3月30日
  - ISBN 4560033730
  - ISBN 978-4560033739
- つかこうへい「女優になるための36章〈上巻〉」（単行本） 主婦と生活社 1995年7月
  - ISBN 4391117789
  - ISBN 978-4391117783